# Ellika Frisell
Ellika Frisell (* 12. Februar 1953 in Stockholm) ist eine schwedische Folkmusikerin, die Geige und Bratsche spielt.
Frisell studierte in den 1960er Jahren in Adolf Fredriks Musikklasser Folkmusik bei Thore Härdelin und war später Schülerin von Nils Agenmark und Päkkos Gustaf. In den 1970er Jahren gehörte sie der Gruppe Delsbo Spelmän und Härdelins Orchester Delsbopojkarna an und trat als Musikerin mit der Tanzgruppe Dellenbygdens Folkdanslag auf.
Seit den 1980er Jahren ist sie auch als Theatermusikerin aktiv. Seit 1998 arbeitet sie mit dem senegalesischen Kora (Musikinstrument)spieler Solo Cissokho (Ellika&Solo) zusammen. Aufnahmen entstanden auch mit Musikern wie Sven Ahlbäck, Mats Edén und Päkkos Gustaf. Frisell ist Vorsitzende des Riksförbundet för folkmusik och dans und unterrichtet Geige an der Musikhochschule Stockholm. 2014 wurde sie Mitglied der Königlich Schwedischen Musikakademie.